# Barleria massae
Barleria massae är en akantusväxtart som beskrevs av Emilio Chiovenda. Barleria massae ingår i släktet Barleria och familjen akantusväxter. Inga underarter finns listade i Catalogue of Life.